# Giuseppe Inzenga
Giuseppe Inzenga (1815 – 1887) è stato un botanico, agronomo e micologo italiano.
Fu professore di agraria all'Università di Palermo e si interessò attivamente alla flora micologica siciliana.
Il Fries con il quale aveva un rapporto epistolare ha confermato molte specie da lui descritte.
Inzenga ha descritto circa 200 specie di funghi siciliani confrontandole con quelle presenti nel resto d'Italia rappresentandone una quarantina con tavole a colori.
Fra le particolarità da ricordare gli studi di numerosi Pleurotus e Armillaria mellea che in Sicilia parassitano piante particolari quali agrumi e fico d'india.
Dal 1847 è stato il primo direttore dell'Istituto Agrario Castelnuovo, voluto da Carlo Cottone ed inaugurato da Ruggero Settimo.

## Specie di funghi identificate
Tra le specie identificate da Inzenga si ricordano:
- Agaricus nebrodensis (= Pleurotus nebrodensis)
- Boletus bellini (= Suillus bellinii)
- Armillaria citrii
- Hydnum notarisii
- Boletus aetnensis
- Boletus friesii
- Boletus lanzii
- Boletus messanensis
- Boletus siculus
- Boletus panormitanus

### Opere
1. Descrizione dell'Istituto Agrario Castelnuovo, Palermo, 1862
2. Funghi Siciliani Centuria I, Stabilimento Tipografico di Francesco Lao, Palermo, 1865
3. Funghi Siciliani Centuria II (1879)
4. Avena sibirica in Sicilia